# Acid Red 73
C.I. Acid Red 73 ist ein roter Disazofarbstoff aus der Gruppe der Säurefarbstoffe.

## Geschichte
Acid Red 73 wurde 1885 von Meinhard Hoffmann und den Cassella Farbwerken Mainkur patentiert und unter der Bezeichnung Brillantcroceïn M vermarktet.

## Herstellung
Acid Red 73 wird durch Diazotierung von p-Aminoazobenzol mit Natriumnitrit und Kupplung des Diazoniumsalzes auf 2-Naphthol-6,8-disulfonsäure synthetisiert.

## Verwendung
Acid Red 73 wird zum Färben von Wolle und Seide verwendet. Unter Zusatz des Beizmittels Aluminiumsulfat ist er zur Färbung von Baumwolle und Papier geeignet. Die Färbungen sind lichtecht und säureecht, jedoch nicht waschecht.
Acid Red 73 war nach der 1959 erlassenen Farbstoff-Verordnung unter der Bezeichnung „4-Amidoazobenzol→2-Oxynaphthalin-6,8-disulfonsäure (Natriumsalz)“ als Farbstoff zum Stempeln der Oberfläche von Lebensmitteln und Lebensmittelverpackungen sowie zum Färben von Eierschalen erlaubt. In der Neufassung der Verordnung vom 20. Januar 1966 wurde der Farbstoff nicht mehr gelistet.